# Kawanishi
Kawanishi (川西市 -shi) é uma cidade japonesa localizada na província de Hyogo.
Em 2003 a cidade tinha uma população estimada em 156 619 habitantes e uma densidade populacional de 2 930,74 h/km². Tem uma área total de 53,44 km².
Recebeu o estatuto de cidade a 1 de Agosto de 1954.